# Hypodrassodes
Hypodrassodes là một chi nhện trong họ Gnaphosidae.